# سلوى عز الدين
سلوى عز الدين (4 أبريل 1935 -) هي ممثلة مصرية.

## حياتها ونشأتها
من مواليد محافظة السويس المصرية في 4 أبريل 1935 وتلقت تعليمها بالمدرسة الإنجليزية بالسويس ولكنها توقفت عن التعليم بزواجها المبكر في سن 13 سنة.

## مسيرتها
تقدمت للعمل بالفن عن طريق مكتب الريجيسير الذي قدمها إلى الفرق المسرحية. التحقت بفرقة إسماعيل يس، ومنها انتقلت للعمل مع فرقة نجيب الريحاني. أما مشوارها في السينما فقد بدأ في عام 1954 حينما شاركت في فيلم «الظلم حرام» للمخرج حسن الصيفي.
كان رصيد سلوى عز الدين أحد عشرة أفلام ومسرحيتين أولاهما في عام 1955 وهي المسرحية الكوميدية «الست عايزة كده» للمخرج السيد بدير وتمثيل إسماعيل يس وحسن فايق وعبد الفتاح القصري ومحمود المليجي وزينات صدقي، وثانيهما هي مسرحية «اللي يعيش ياما يشوف» للمخرج سراج منير وتمثيل سراج منير وميمي شكيب وماري منيب وعبد الفتاح القصري وعادل خيري.

## قائمة أفلامها
| - فيلم "الظلم حرام" للمخرج حسن الصيفي عام 1954 - فيلم "حب ودموع" للمخرج كمال الشيخ عام 1955 - مسرحية "الست عايزة كده" للمخرج السيد بديرعام 1955 - فيلم "الحبيب المجهول" للمخرج حسن الصيفي عام 1955 - فيلم "دليلة" للمخرج محمد كريم عام 1956 - مسرحية "اللي يعيش يا ما يشوف" للمخرج سراج منير عام 1956 - فيلم "لن أبكى أبدا" للمخرج حسن الإمام عام 1957 | - فيلم "رد قلبي" للمخرج عز الدين ذو الفقار عام 1957 - فيلم "تجار الموت" للمخرج كمال الشيخ عام 1957 - فيلم "دعاء الكروان" للمخرج هنري بركات عام 1959 - فيلم "لوعة الحب" للمخرج صلاح أبو سيف عام 1960 - فيلم "ثلاث وريثات" للمخرج السيد بدير عام 1960 - فيلم "أنا العدالة" للمخرج حسين صدقي عام 1961 |

## وصلات خارجية
- سلوى عز الدين على موقع السينما
- سلوى عز الدين على موقع دهليز
- سلوى عز الدين على موقع كاروهات